# Pierre-Yves Noël
Pierre-Yves Noël, né le 14 février 1971 à Fontenay-aux-Roses (Hauts-de-Seine), est un humoriste, imitateur, chanteur, auteur, compositeur, et chroniqueur de radio français.

## Biographie
Pierre-Yves Noël est né le 14 février 1971 à Fontenay-aux-Roses et passe son enfance au Plessis-Robinson dans les Hauts-de-Seine. D'origine italienne[précision nécessaire], il est fils unique. Après de courtes études, Pierre-Yves Noël suit des cours privés au sein d'une école d'art et de publicité dans le quartier de La Madeleine (Paris 8e) jusqu'en 1989. En 1990, il passe et obtient son BAFA. De 1989 à 1995, il travaille pour Cartier.
En mars 1996 avec le soutien d'Alain-Dominique Perrin (Président de la société Cartier), il tente sa chance en passant une audition concernant une émission de divertissement produite par Thierry Ardisson et diffusée sur M6. Ce nouveau rendez-vous laisse la chance à de nouveaux talents dont il fera partie. L'émission s'appelle Graines de Star et le 4 mai 1996, Pierre-Yves Noël fait sa première télé en direct du Cirque d'hiver (Paris 11e). Il se distingue alors par ses imitations de Michel Blanc, Tonton David, Elton John, Tina Turner et surtout Philippe Chevallier et Régis Laspalès qui sont dans le jury ce soir-là. Le cabaret parisien Don Camilo de la rue des Saints-Pères (Paris 7e) le remarque et le programme.
Décembre 1997, il est invité à participer au 6e Festival international des Imitateurs en Belgique parrainé par Anne Roumanoff. Pierre-Yves Noël reçoit le prix de la Presse. Il est programmé en avril 1999 pour être l'une des deux attractions du show du Lido en tournée.
En 2007 Bernard Mabille lui écrit des sketches et des parodies pour intégrer la revue des chansonniers du théâtre des 2 Ânes. En 2010, il s’installe à Reims et officie à la radio sur les ondes de France Bleu Champagne du lundi au vendredi en direct à 7h55 dans une chronique satirique baptisée ″Pierre-Yves Noël vendange l’actualité″. Le 20 décembre 2012, il joue à l'Opéra de Reims un one-man-show intitulé "Le comique qui pique les voix !". Les 15 et 16 décembre 2015, premières représentations du spectacle "ImitatUeur" au Théâtre du Chemin Vert à Reims.

## Télévision
- Graines de star - 20 h 40 - (M6). Divertissement présenté par Laurent Boyer et Yves Lecoq (Mai 1996).
- Salut les copieurs - 20 h 45 - (TF1). Divertissement présenté par Patrick Sébastien (Mai 1996).
- Flashback - 20 h 50 - (M6). Divertissement présenté par Laurent Boyer (Octobre 1996).
- Etonnant et drôle - 20 h 50 - (France 2). Divertissement présenté par Patrick Sébastien (Janvier 1997).
- Le meilleur de Graines de star - 20 h 46 - (M6). Divertissement présenté par Laurent Boyer (Janvier 1997).
- L'Open du cœur - 20 h 50 - (RTL9). Divertissement présenté par Pierre-Yves Noël et Paul Adam (Avril 1998).
- Fiesta - 21 h 0 - (France 2). Divertissement présenté par Patrick Sébastien (Juin 1998).
- Les coups d'humour - 0 h 35 - (TF1). Divertissement produit par Gérard Louvin (Mai 2001).
- Drôle de scène - 0 h 30 - (M6). Divertissement présenté par Laurent Boyer (Octobre 2001).
- J'y vais, j'y vais pas - 13 h 55 - (France 3). Divertissement présenté par Valérie Bénaïm (Octobre 2004).
- Festival international du rire de Rochefort - Belgique - 20 h 50 - (RTBF). Divertissement présenté par Calixte de Nigremont (Mai 2007).
- Les sous doués font de la politique - 20 h 40 - (Paris Première). Diffusion du spectacle des chansonniers du Théâtre des 2 Ânes présenté par Jean-Pierre Marville (Décembre 2008).
- La revue de presse - 20 h 30 - (Paris Première). Divertissement présenté par Jérôme de Verdière (Janvier 2009).
- Le Banier de crabes - 20 h 40 - (Paris Première). Diffusion du spectacle des chansonniers du Théâtre des 2 Ânes présenté par Jacques Mailhot (Décembre 2010).
- Rendez-vous au gîte - 11 h 25 - (France 3 Lorraine-Champagne-Ardenne). Divertissement animé par Jérôme Prud'homme (Octobre 2012).

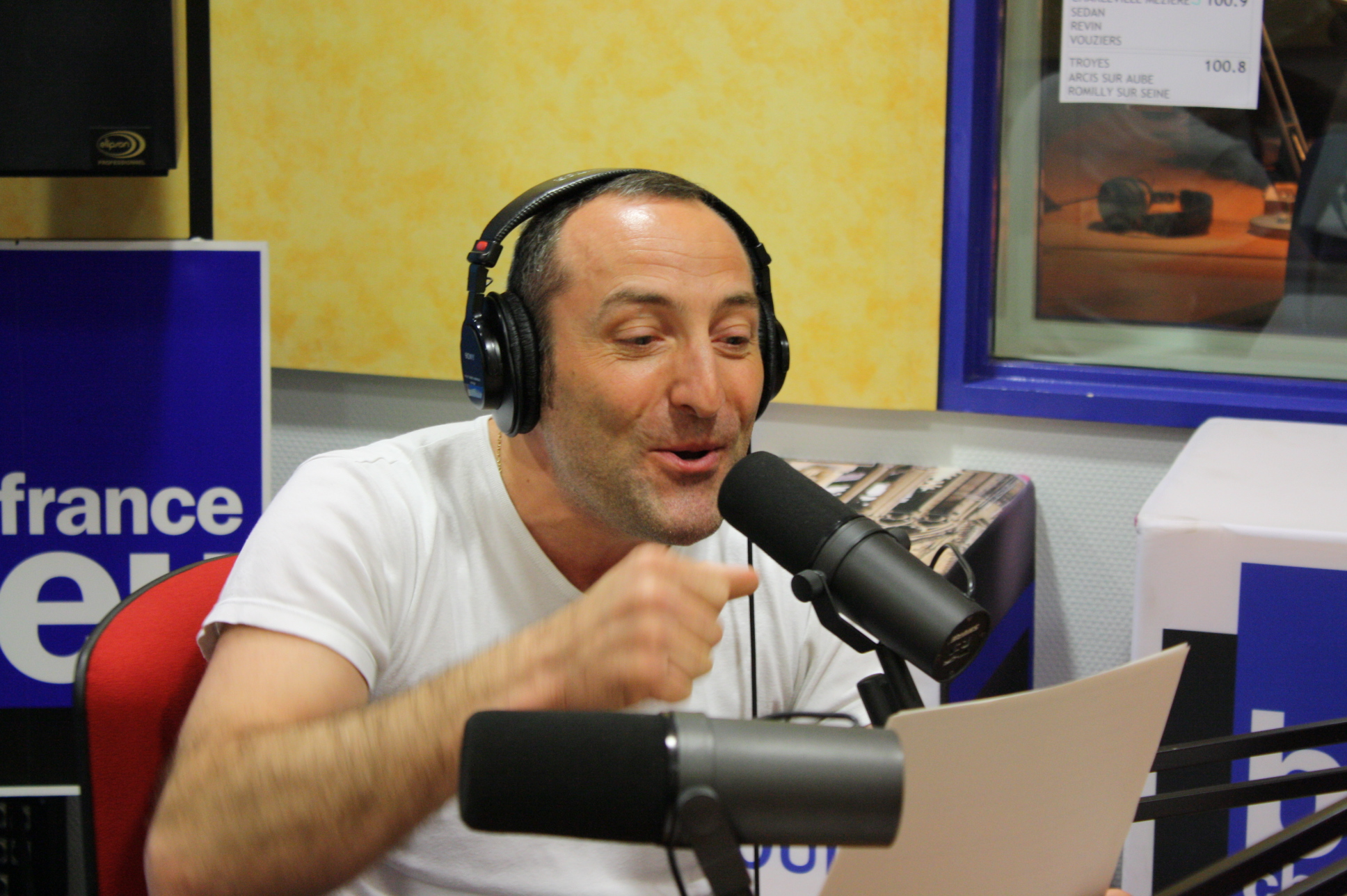
Pierre-Yves Noël en pleine action dans le grand studio de France Bleu Champagne.

## Radio
- De mai 2010 à juin 2011 : Pierre-Yves Noël vendange l'actualité, tous les jours en direct à 7h55 - 230 chroniques diffusées (France Bleu Champagne).
- D'octobre 2012 à juin 2013 : Le Marc de l'Info, tous les vendredis à 18h45 (France Bleu Champagne).
- De septembre 2013 à décembre 2013 : Les Vendanges de l'Info, tous les week-ends en matinale (France Bleu Champagne).
- Du 6 janvier 2014 au 29 juin 2014 : Les Vendanges de l'Info, tous les jours à 6h55 et 18h50, le samedi à 7h10, le dimanche à 8h10 (France Bleu Champagne).

## Spectacles

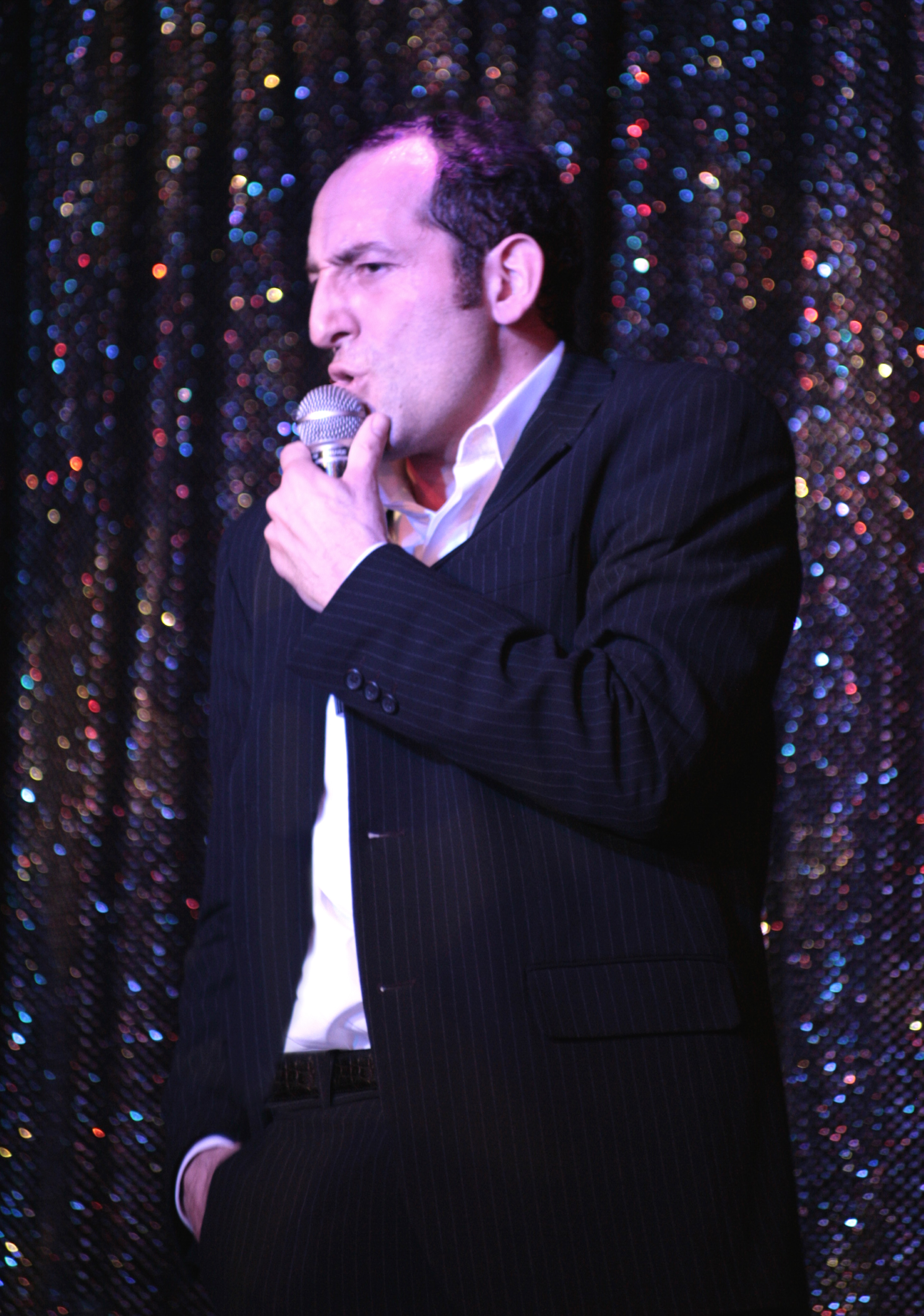
Pierre-Yves Noël sur la scène du Don Camilo en mars 2002

¨